# خانه ملک ثابت
خانه ملک ثابت مربوط به دوره صفوی است و در یزد، خیابان امام خمینی، کوچه اقامه نماز، پلاک ۲۶ واقع شده و این اثر در تاریخ ۱۶ دی ۱۳۸۷ با شمارهٔ ثبت ۲۴۴۲۹ به‌عنوان یکی از آثار ملی ایران به ثبت رسیده است.